# علی‌اصغر فتاحی

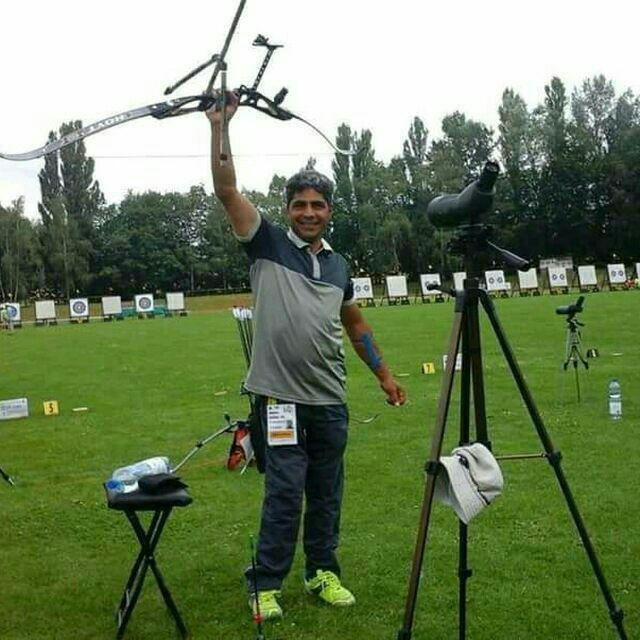

علی‌اصغر فتاحی مرادشهری ، عضو تیم ملی تیراندازی با کمان معلولان اهل ایران است.

## عضویت در تیم ملی
فتاحی یک سال است که به عضویت تیم ملی تیراندازی با کمان جانبازان و معلولین درآمد.
در ۱۳۹۵ با دعوت فدراسیون تیراندازی با کمان جانبازان و معلولین در کشور چک موفق به کسب کلاسبندی پزشکی بین‌المللی شد.

## عناوین

### کشوری
او در سال ۹۳در مسابقات تیراندازی با کمان قهرمانی کشور موفق به کسب مقام اول شد.